# Castello di Rhede

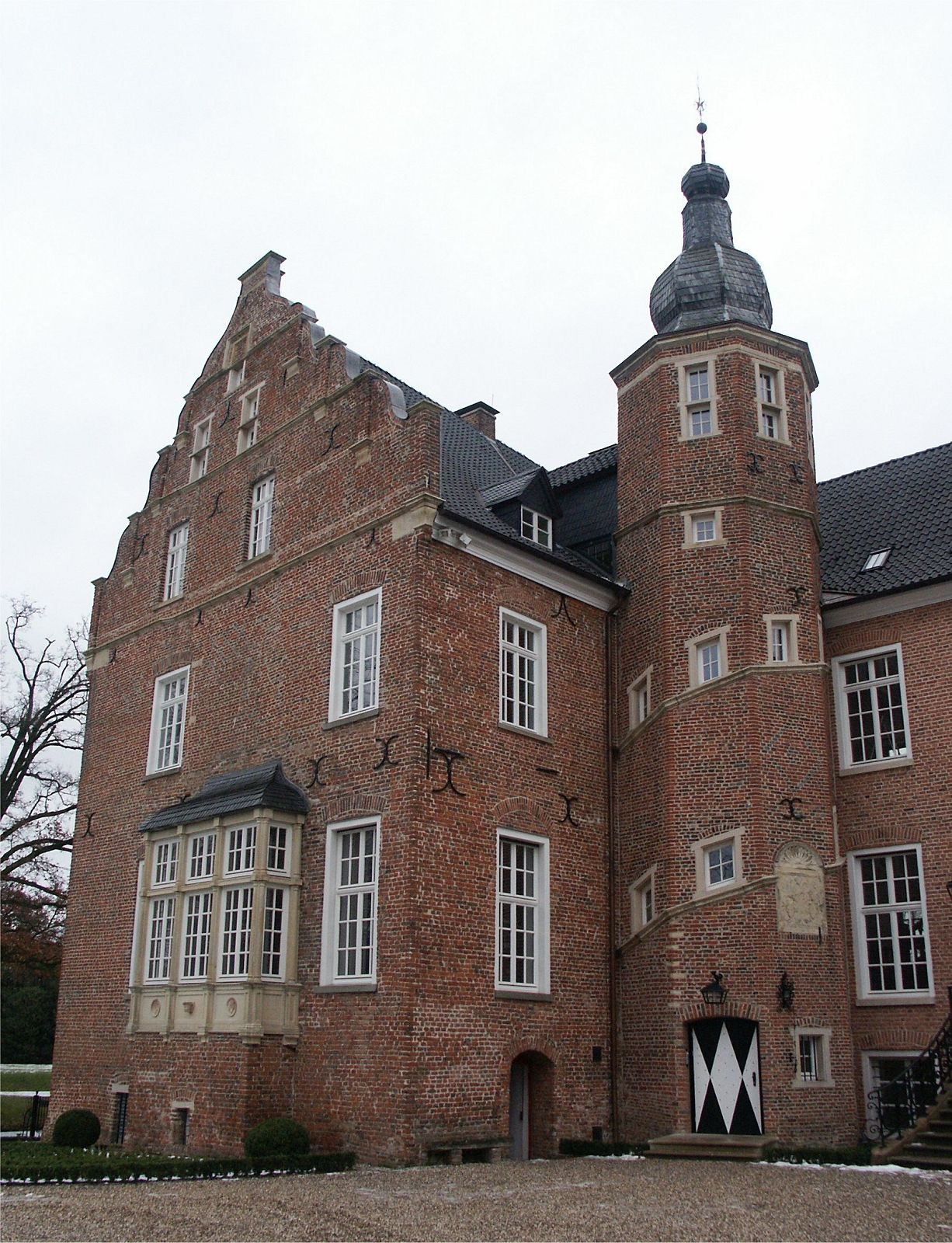
La facciata principale del castello di Rhede

Il castello di Rhede (in tedesco: Schloss Rhede o anche Haus Rhede) è una storica residenza in stile rinascimentale della città tedesca di Rhede, nel Münsterland (Renania Settentrionale-Vestfalia), realizzata a partire dal 1564.  L'edificio è di proprietà del casato di Salm-Salm e non è aperto al pubblico.

## Storia
I proprietari originari del castello erano i signori Von Rhede, che fino al 1388 abitavano in una fortezza che si trovava nei pressi della residenza. Questa fortezza andò completamente distrutta nel 1324 nel corso di una faida tra i conti di Gheldria e il vescovo di Münster.
Anche se già nel 1426 il vescovo di Münster aveva dato il permesso per la ricostruzione del castello, le rovine della fortezza originaria vennero abbattute soltanto nel 1546. Questa fortezza aveva, tra l'altro, ispirato a Martin Lutero il canto liturgico Ein fester Burg ist unser Gott.
In seguito, nel 1564, i Von Rhede incaricarono l'architetto Lubbert von Rhemen di realizzare una nuova residenza.
Nel 1843 venne demolita l'ala sud-occidentale, che fu rifatta tra il 1845 e il 1846.  Quattro anni dopo, la proprietà del castello passò nelle mani del casato di Salm-Salm.
Nel 1980, venne intrapresa un'ampia opera di restauro dell'edificio.

## Architettura
Dell'edificio del XVI secolo progettato da Von Rhemen rimane visibile la facciata nord-orientale.

## Leggende
Attorno al castello di Rhede circolano varie leggende: secondo una leggenda, il castello sarebbe abitato dal fantasma di una nobile fanciulla, mentre un'altra leggenda parla di un duello in loco.